# 1991년 런던 영화 비평가 협회상
제12회 런던 영화 비평가 협회상의 시상식에 관한 내용이다.

## 수상 및 후보

### 작품상
- 델마와 루이스

### 외국어영화상
- 시라노

### 감독상
- 델마와 루이스 - 리들리 스콧 수상

### 작가상
- 호미사이드 - 데이비드 마멧 수상

### 여우주연상
- 델마와 루이스 - 수잔 서랜든 수상

### 남우주연상
- 시라노 - 제라르 드빠르디유 수상

### 영국감독상
- 커미트먼트 - 앨런 파커 수상

### 영국남우주연상
- 로빈 훗 - 앨런 릭먼 수상

### 영국작가상
- 커미트먼트 - 딕 클레먼트, 아이언 라 프레네스, 로디 도일 수상

### 영국제작자상
- 커미트먼트 - 로저 랜들 커틀러 수상

### 영국기술공헌상
- 프로스페로의 서재 - 피터 그리너웨이 수상

### 신인상
- 헨리의 이야기 - 아네트 베닝 수상

### 특별상
- 존 세일즈 수상

### 애튼보로우 상
- 인생은 향기로워

### 딜리스 파웰상
- 더크 보거드 수상